# Саталкин, Никита Владимирович
Ники́та Влади́мирович Сата́лкин (род. 13 октября 1987, Оренбург, СССР) — российский футболист, нападающий.

## Карьера
Воспитанник оренбургского футбола. В 2004—2010 годах защищал цвета местного «Газовика». 4 марта 2010 года был арендован «Лучом-Энергией», где стал лучшим бомбардиром команды. В феврале 2011 года пополнил ряды клуба «Жемчужина-Сочи». Летом того же года подписал контракт с московским «Торпедо». В июле 2012 года перешёл в «СКА-Энергию». В 2013 году вернулся в «Газовик», с которым выиграл первенство зоны «Урал-Поволжье» Второго дивизиона. 25 августа 2014 года пополнил ряды «Сахалина», где стал лучшим бомбардиром команды. В июне 2015 года подписал контракт с нижегородской «Волгой», однако в зимнее трансферное окно сезона 2015/16 вновь вернулся в «Оренбург», став победителем Первого дивизиона. По окончании сезона покинул клуб и перешёл в «Факел». В феврале 2018 года стало известно, что футболист подписал контракт с дублем «Оренбурга».

## Достижения
- Победитель Первого дивизиона: 2015/16
- Победитель зоны «Урал-Поволжье» Второго дивизиона: 2012/13
- Серебряный призёр зоны «Урал-Поволжье» Второго дивизиона (3): 2006, 2007, 2008